# Babyteeth
Babyteeth è il primo album in studio del gruppo musicale nordirlandese Therapy?, pubblicato nel 1991.

## Tracce
1. Meat Abstract – 3:46
2. Skyward – 2:39
3. Punishment Kiss – 4:41
4. Animal Bones – 3:39
5. Loser Cop – 3:26
6. Innocent X – 4:00
7. Dancin' with Manson – 5:24

## Formazione
- Andy Cairns – voce, chitarra
- Fyfe Ewing – voce, batteria
- Michael McKeegan – basso